# Sumidero-kanyon
A Sumidero-kanyon a dél-mexikói Chiapas állam egyik természeti különlegessége: egy hosszú, több száz, néhol akár 1200 méter mély, meredek falú folyóvölgy. Körülötte jelölték ki 1980-ban a Sumidero-kanyon Nemzeti Park területét.

## Földrajz
A kanyon a Grijalva folyó völgye. Ez a folyó délnyugati irányból éri el Chiapas állam fővárosát, Tuxtla Gutiérrezt, annak keleti határában folyik el észak–északnyugat irányban, itt kezdődik a több mint 20 kilométer hosszú Sumidero-kanyon. Északi végénél a folyó kiszélesedik, mivel itt duzzasztották fel a Chicoasén-víztározót.
A völgy meredek falán számos barlang található, köztük például a „Színek barlangja” és a „Csend barlangja”, valamint egy híres vízesés, ahol a víz egy olyan tufaképződményen hull alá, amely alakja miatt a „Karácsonyfa” (Árbol de Navidad) nevet viseli.

## Története
A területet mintegy 136 millió évvel ezelőtt egy sekély óceán borította, az itt élő mészvázú állatok maradványaiból alakultak ki azok a sziklák, amelyek a folyóvölgy oldalában ma is láthatók. Maga a kanyon 70 millió évvel ezelőtt kezdett kialakulni az árok–sasbérc-típusú tektonikai mozgások következtében, majd 15 millió évvel ezelőtt a tenger visszahúzódott a területről, azóta pedig a felszíni erózió alakítja a formáját a mai napig.
A kanyon teljes hosszát először egy 1960. április 8-án végződő expedíció során sikerült bejárnia egy kis csapatnak, a Pañuelo Rojónak.

## Élővilág
A környező területen a nagy magasságkülönbségek miatt kialakuló többféle mikroklíma igen változatos élővilág fennmaradását teszi lehetővé. A völgyet övező vadonban az alacsony és a közepes magasságú fák jellemzők, ahol olyan állatok élnek meg, mint például az Ateles nemhez tartozó pókmajmok, a hangyászok, a nagy hokkó, a jaguarundi, az ocelot, a pettyes paka, a fehérfarkú szarvas és a királykeselyű. A vízben krokodilok is előfordulnak.

## Turizmus
A Sumidero-kanyon népszerű a Chiapa de Corzóba látogató turisták között, akik számára a klasszikus látogatási lehetőség, hogy csónakkal végigmennek a kanyonon egészen az északi részen található Chicoasén-víztározóig. A partoldalak tetején több helyen kilátókat alakítottak ki, és sátrazásra alkalmas helyeket is jelöltek ki a környéken.

## Képek

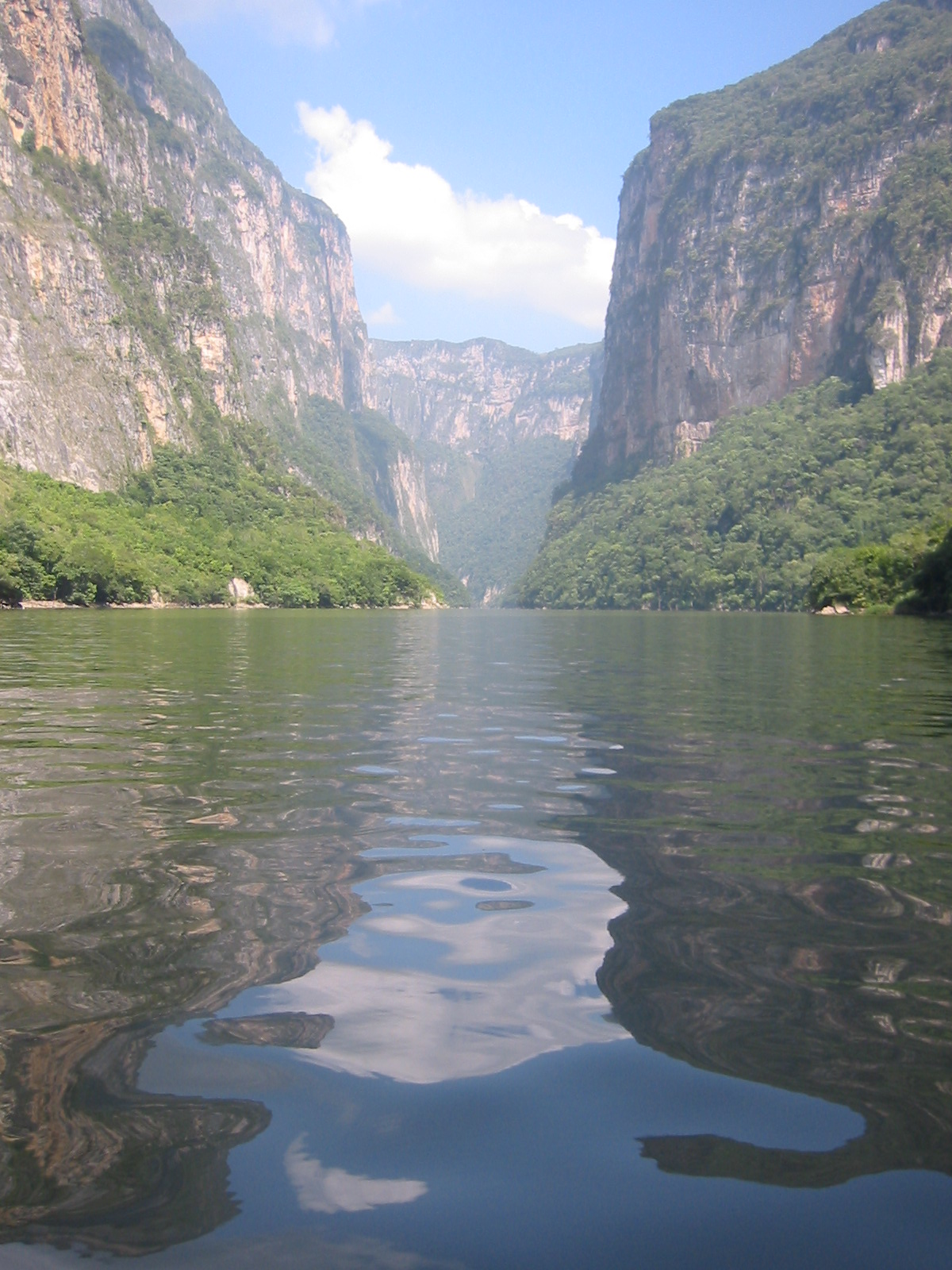
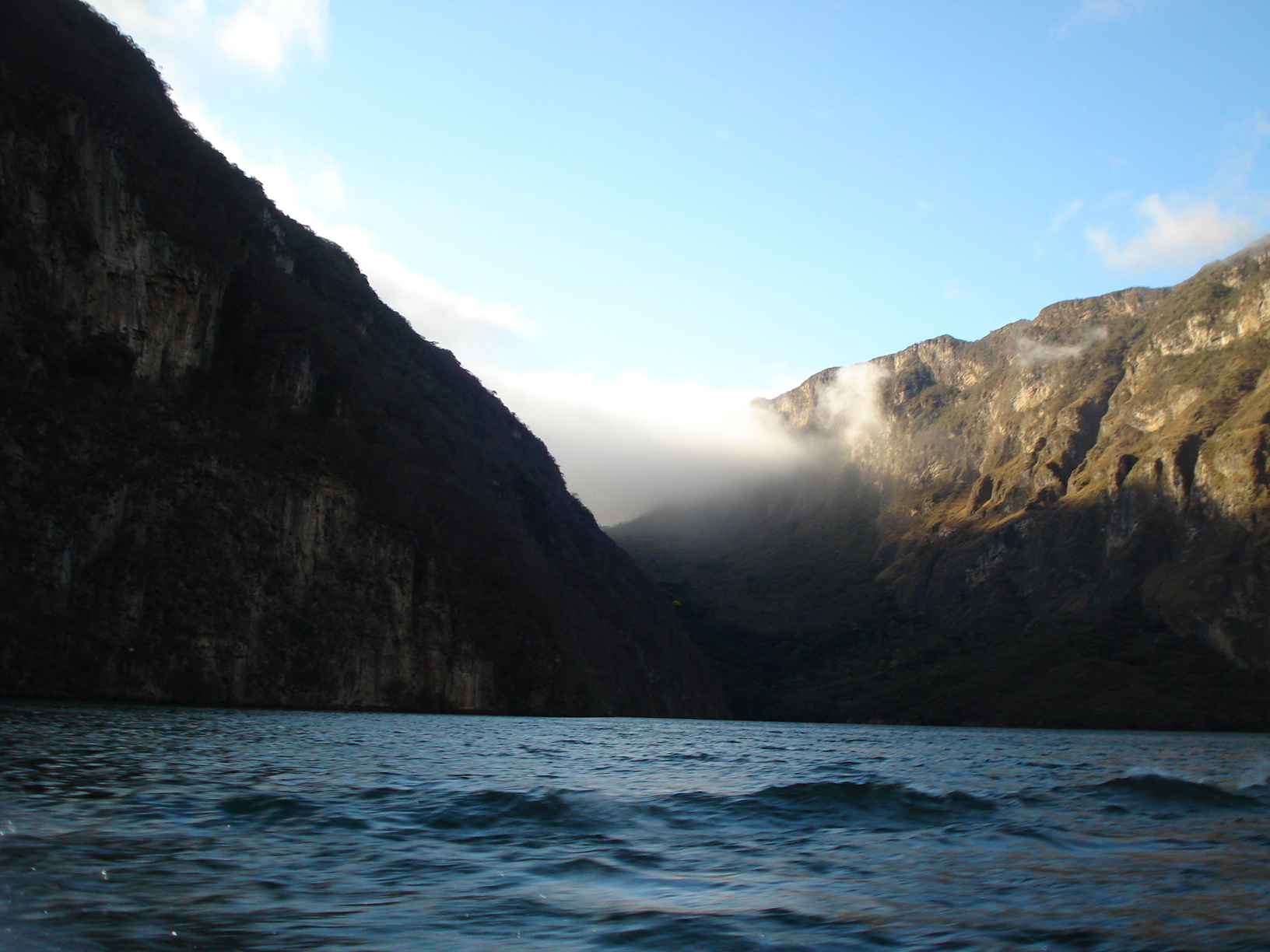
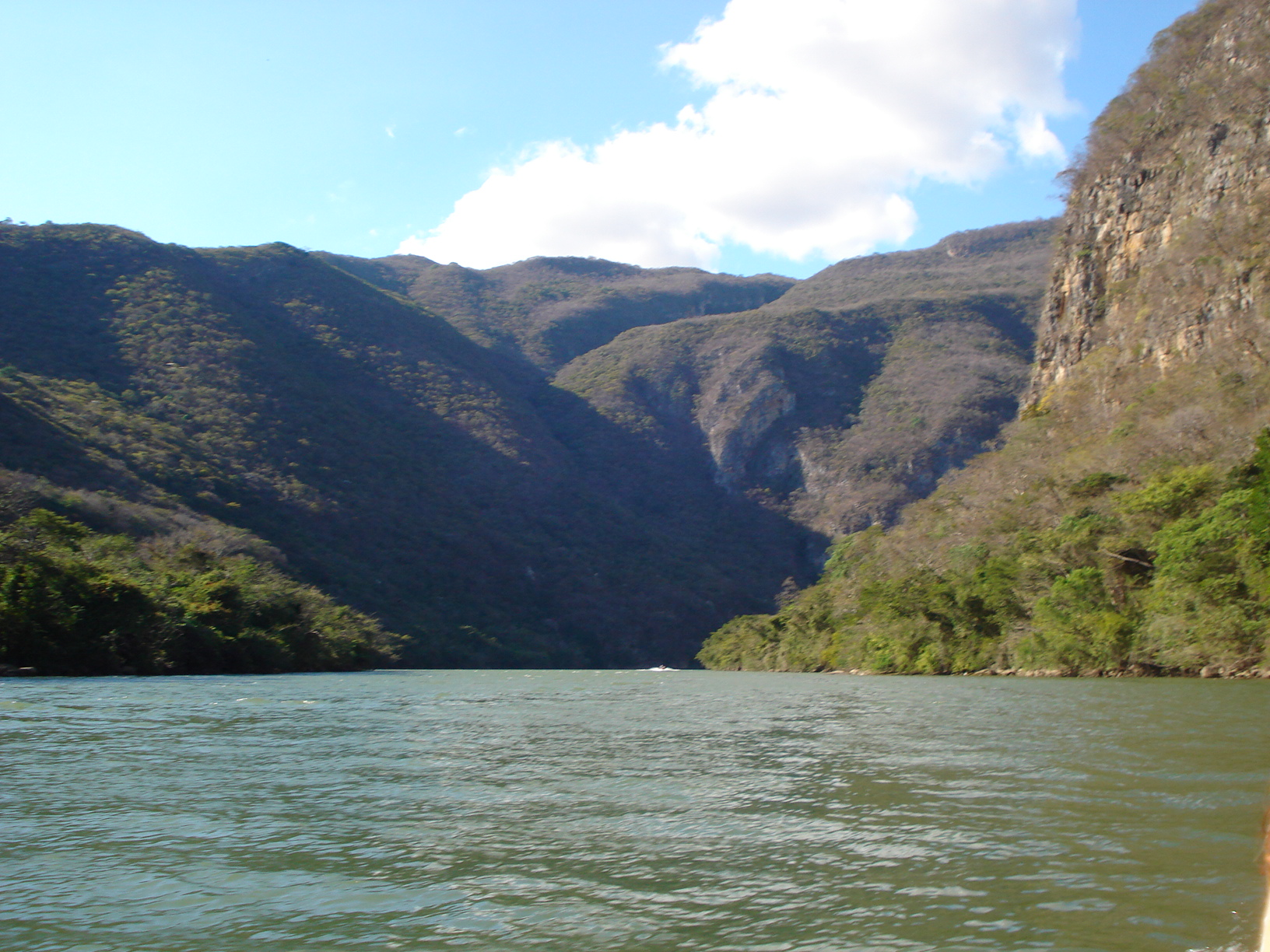
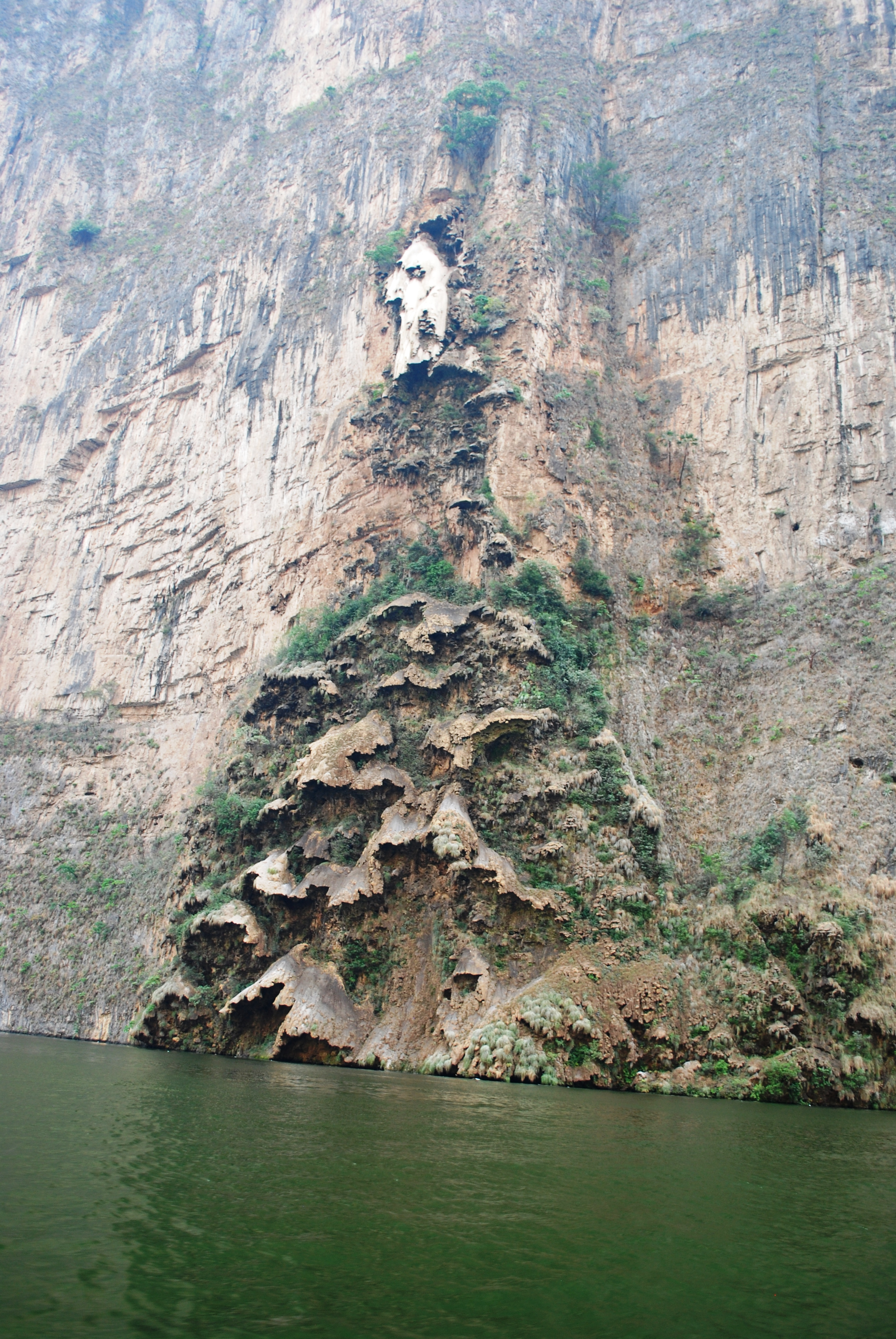
A Karácsonyfa nevű tufaképződmény